# Gare de Mohammadia
Ne doit pas être confondu avec Gare de Mohammédia.
La gare de Mohammadia est une gare ferroviaire algérienne située sur le territoire de la commune de Mohammadia, dans la wilaya de Mascara.

## Situation ferroviaire
La gare se situe sur la ligne d'Alger à Oran, où elle est précédée de la gare de Sahaouria et suivie de celle de Yalou. La gare est en outre la gare origine de la ligne de Mohammadia à Mostaganem, où elle est suivie de la gare de Sidi Abid.

## Histoire
Lors de la colonisation, la gare portait le nom de gare de Perrégaux.

## Service des voyageurs

### Dessertes
La gare de Mohammadia est desservie par :
- les trains grandes lignes de la liaison Alger - Oran[1] ;
- les trains régionaux des liaisons :
  - Oran - Chlef[2] ;
  - Oran - Relizane[3] ;
  - Mohammadia - Mostaganem[4].